# 冈蒂
冈蒂（法語：Ganties，法語發音：[ɡɑ̃ti]）是法国上加龙省的一个市镇，属于圣戈当区。

## 地理
冈蒂（43°3'53"N, 0°49'52"E）面积12.03 平方千米，位于法国奧克西塔尼大區上加龙省，该省份为法国西南部内陆省份，西南端与西班牙接壤，自此顺时针与上比利牛斯省、热尔省、塔恩-加龙省、塔恩省、奥德省和阿列日省接壤。
与冈蒂接壤的市镇（或旧市镇、城区）包括：潘蒂斯伊纳尔、埃斯塔当、库雷、蒙泰斯庞、鲁埃德、苏埃什。

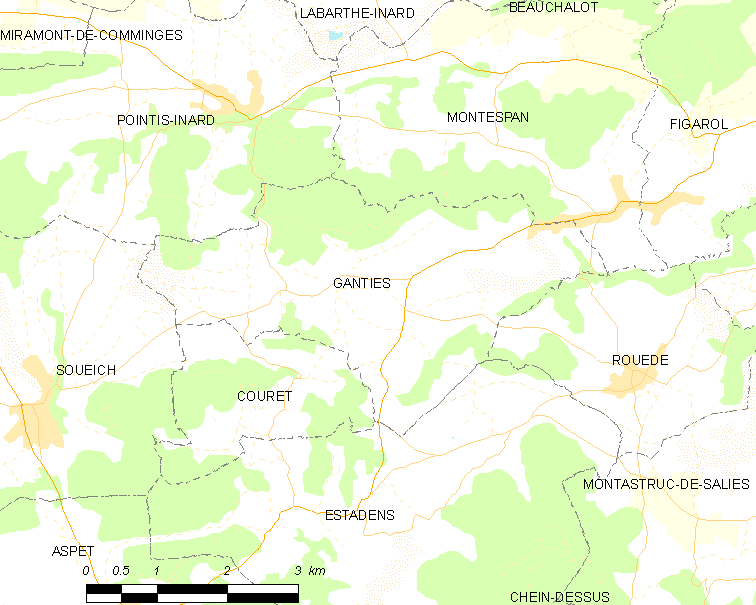
冈蒂的OSM定位图

冈蒂的时区为UTC+01:00、UTC+02:00（夏令时）。

## 行政
冈蒂的邮政编码为31160，INSEE市镇编码为31208。

## 政治
冈蒂所属的省级选区为巴涅尔德吕雄县。

## 人口

1962-2008年间冈蒂人口变化图示

冈蒂于2022年1月1日时的人口数量为305人。